# 트라이브 (대한민국의 밴드)
트라이브는 대한민국의 인디 록밴드이다. 2022년 싱글 《네비》로 데뷔했다.

## 방송
- 그레이트 서울 인베이전 (2022) - Top45

## 음반
- 네비 (2022)